# 王村镇 (襄垣县)
王村镇，是中华人民共和国山西省长治市襄垣县下辖的一个乡镇级行政单位。

## 行政区划
王村镇下辖以下地区：
王村、下庙村、史属村、杜村、西岭村、南姚村、店上村、北姚村、史北村、垴上村、王家沟村、胡岩村、夏教村、东坡村、龙王堂村、南铺村、高家沟村、温家垴村、井峪村和孔家洞村。